# Cheiracanthium conspersum
Cheiracanthium conspersum là một loài nhện trong họ Miturgidae.
Loài này thuộc chi Cheiracanthium. Cheiracanthium conspersum được Tord Tamerlan Teodor Thorell miêu tả năm 1891.